# Olivia Baker
Olivia Baker (ur. 12 czerwca 1996) – amerykańska lekkoatletka specjalizująca się w biegach sprinterskich.
W 2013 roku podczas mistrzostw świata juniorów młodszych zdobyła srebrny medal w biegu na 400 metrów oraz złoty w sztafecie szwedzkiej. Rok później startowała na juniorskich mistrzostwach świata w Eugene, podczas których sięgnęła po brąz w biegu na 400 metrów, a w sztafecie 4 × 400 metrów stanęła na najwyższym stopniu podium. 
Rekordy życiowe w biegu na 400 metrów: stadion – 52,46 (6 lipca 2014, Eugene); hala – 53,49 (16 marca 2014, Nowy Jork).

## Osiągnięcia
| Rok  | Impreza                               | Miejsce      | Konkurencja             | Pozycja    | Wynik   |
| ---- | ------------------------------------- | ------------ | ----------------------- | ---------- | ------- |
| 2013 | Mistrzostwa świata juniorów młodszych | Donieck      | bieg na 400 metrów      | 2. miejsce | 53,38   |
| 2013 | Mistrzostwa świata juniorów młodszych | Donieck      | sztafeta szwedzka       | 1. miejsce | 2:05,16 |
| 2014 | Mistrzostwa świata juniorów           | Eugene       | bieg na 400 metrów      | 3. miejsce | 53,00   |
| 2014 | Mistrzostwa świata juniorów           | Eugene       | sztafeta 4 × 400 metrów | 1. miejsce | 3:30,42 |
| 2015 | Mistrzostwa panamerykańskie juniorów  | Edmonton     | sztafeta 4 × 400 metrów | 1. miejsce | 3:31,49 |
| 2016 | Młodzieżowe mistrzostwa NACAC         | San Salvador | bieg na 800 metrów      | 6. miejsce | 2:08,77 |
| 2022 | Halowe mistrzostwa świata             | Belgrad      | bieg na 800 metrów      | eliminacje | 2:02,35 |